# Hemibrycon microformaa
Hemibrycon microformaa är en fiskart som beskrevs av Román-valencia och Ruiz-c. 2007. Hemibrycon microformaa ingår i släktet Hemibrycon och familjen Characidae. Inga underarter finns listade i Catalogue of Life.